# Avenue Jean Jaurès (Schaerbeek)
Pour les articles homonymes, voir Jaurès et Rue Jean-Jaurès.
L'avenue Jean Jaurès (en néerlandais : Jean Jaurèslaan) est une avenue bruxelloise de la commune de Schaerbeek

## Situation et accès
Cette voie va de l'avenue Huart Hamoir à l'avenue Zénobe Gramme en passant par l'avenue Colonel Picquart et la rue Anatole France.
La numérotation des habitations va de 1 à 73 pour le côté impair et de 2 à 66 pour le côté pair.

## Origine du nom
Elle porte le nom d'un homme politique français, Auguste Marie Joseph Jean Léon Jaurès, dit Jean Jaurès, né à Castres le 3 septembre 1859 et décédé à Paris le 31 juillet 1914.

## Historique
Cette avenue s'appelait précédemment rue Paul Gilson.